# Alcea sophiae
Alcea sophiae — вид квіткових рослин роду рожа (Alcea) родини мальвові (Malvales).

## Поширення
Вид поширений у Вірменії, на північному сході Туреччини та суміжних прикордонних районах Ірану. Росте в середньогір'ї — 1300—1800 м над рівнем моря, в гірських степах, на сухих кам'янистих місцях, між скелями. Цвіте в червні-серпні, плодоносить у липні-вересні.

## Опис
Багаторічна рослина, заввишки 30-100 см. Вкрита розкиданими дрібними зірчастими волосками. Листя округле, з 5 злегка розділеними частками, одноколірне з обох сторін. Квітки великі, з п'ятикутними білими пелюстками, 7-10 мм в діаметрі, підчашечка має трикутні листочки. Плід складається з багатьох однонасінних меркапіїв. Насіння ниркоподібне, з краю крилате.